# 依沙双酮
依沙双酮（Ethadione），是噁唑烷二酮类抗惊厥剂，主要用於治疗癫痫发作。